# Helena Ramos
Benedita Helena Ramos (Cerqueira César, 10 de març de 1953) és una actriu brasilera.
Va actuar al cinema en la dècada del 1970 i 1980, participant en més de vint pel·lícules de pornochanchada, algunes força reeixides com Roberta, a Gueixa do Sexo (1978), Iracema (1979) i Mulher Objeto (1981), el que va fer que fos coneguda com la "musa da pornochanchada" i donat el lloc on eren filmades, com una de les "musas da Boca do Lixo". També va actuar a la telenovel·la Guerra dos Sexos, el 1983.

## Carrera

### Televisió
| Telenovel·les | Telenovel·les           | Telenovel·les | Telenovel·les | Telenovel·les |
| Any           | Títol                   | Paper         | Emissora      |               |
| ------------- | ----------------------- | ------------- | ------------- | ------------- |
| 1983          | Guerra dos Sexos        | Lucilene      | Rede Globo    |               |
| 1984          | Meus Filhos, Minha Vida | Cleusa        | SBT           |               |
| 1997          | O Amor Está no Ar       | Suzete        | Rede Globo    |               |
| 1997          | Você Decide             | N/D           | Rede Globo    |               |

### Cinema
- 1974 - Pensionato de Mulheres[4]
- 1974 - As Cangaceiras Eróticas
- 1975 - A Ilha do Desejo .... Raquel[5]
- 1975 - Lucíola, o Anjo Pecador
- 1975 - Os Pilantras da Noite
- 1975 - O Clube das Infiéis
- 1975 - As Mulheres Sempre Querem Mais
- 1976 - Guerra É Guerra
- 1976 - A Ilha das Cangaceiras Virgens
- 1976 - O Mulherengo
- 1976 - Possuída pelo Pecado
- 1976 - Quem é o Pai da Criança?
- 1976 - Sabendo Usar Não Vai Faltar
- 1976 - Bacalhau .... Ana
- 1976 - Kung Fu Contra as Bonecas
- 1977 - Bem Dotado, o Homem de Itu .... Julinha
- 1977 - Dezenove Mulheres e um Homem
- 1977 - Coquetel do Sexo
- 1977 - Mulheres Violentadas
- 1977 - Inferno Carnal
- 1978 - A Noite dos Duros
- 1978 - Roberta, a Gueixa do Sexo
- 1979 - Iracema, a Virgem dos Lábios de Mel .... Iracema[6]
- 1979 - Mulher, Mulher
- 1979 - Patty, a Mulher Proibida
- 1979 - Por um Corpo de Mulher
- 1980 - A Mulher Sensual
- 1980 - Fica Comigo Esta Noite
- 1980 - As Intimidades de Analu e Fernanda .... Analu
- 1980 - Palácio de Vênus
- 1980 - Convite ao Prazer .... Anita
- 1980 - Diário de uma Prostituta .... Bia
- 1980 - O Inseto do Amor
- 1981 - Crazy - Um Dia Muito Louco
- 1981 - Me Deixa de Quatro
- 1981 - Mulher Objeto .... Regina
- 1981 - O Sequestro
- 1981 - Violência na Carne
- 1981 - Os Indecentes
- 1983 - Corpo e Alma de Mulher
- 1984 - Volúpia de Mulher